# Rahmon Nabijevics Nabijev
Rahmon Nabijevics Nabijev (tádzsik írással: Раҳмон Набиев; Sajhburhon, 1930. október 5. – Hudzsand, 1993. április 11.) szovjet pártfunkcionárius és tádzsik politikus, 1991 és 1992 között Tádzsikisztán első elnöke volt. 1982–1985 között a Tádzsik Kommunista Párt első titkára volt. Ebből a beosztásból korrupciós ügy miatt kényszerült távozni. Elnökségi idején, 1992 májusában tört ki a polgárháború Tázsikisztánban, melynek következtében Nabijev szeptemberben lemondásra kényszerült. Az elnöki poszton 1992 novemberében Emomali Rahmon váltotta. Nabijev Hudzsandba vonult vissza, ahol 1993 áprilisában elhunyt.